# Plectris umbrata
Plectris umbrata är en skalbaggsart som beskrevs av Frey 1967. Plectris umbrata ingår i släktet Plectris och familjen Melolonthidae. Inga underarter finns listade i Catalogue of Life.